# Piccolo Coro del Friuli Venezia Giulia
Il Piccolo Coro del Friuli Venezia Giulia è un coro di bambini italiano.
Composto da bambini di età compresa tra i 3 e i 12 anni, è stato fondato nel 1991 da Cristian De Marco, che da allora ne è anche il direttore artistico, con il beneplacito di Mariele Ventre e dell'Antoniano di Bologna.
È considerato uno dei migliori cori di musica leggera in Italia ed ha tenuto numerosi concerti in Italia e all'estero (Austria, Russia) oltre ad aver partecipato a molte trasmissioni televisive Rai e Mediaset tra cui Buona Domenica con Maurizio Costanzo e La prova del cuoco con Antonella Clerici.
Il Piccolo Coro del Friuli Venezia Giulia ha collaborato con artisti quali Roberto Bolle, Ugo Gregoretti, Cristina D'Avena e Ettore Bassi, e prestato la voce per "Il Piccolo Re Leone" (versione italiana del musical The Lion King).

## Riconoscimenti
- Primo Premio al concorso internazionale di musica di San Pietroburgo[4].